# Ammophila nancy
Ammophila nancy es una especie de avispa del género Ammophila, familia Sphecidae.

## Taxonomía
Fue descrito por primera vez en 2007 por Menke.